# Katie Morgan
Pour les articles homonymes, voir Morgan.
Katie Morgan est une actrice de films pornographiques américaine née le 17 mars 1980 à Los Angeles (Californie).

## Biographie
Sa carrière cinématographique, qui débute à 21 ans, se résume à des films pornographiques (elle en a tourné plus de 190, dont la majeure partie sont sortis directement en vidéos).
Retirée du monde du cinéma X en 2007, elle fait un détour dans le cinéma classique, bien que n'étant pas éloigné de ce qui a fait sa renommée dans Zack et Miri font un porno, comédie réalisé par Kevin Smith, où elle partage la vedette avec une ex-vedette du cinéma porno, Traci Lords.
Elle a également joué son propre rôle dans la série Entourage.
Elle anime également des émissions radiophoniques.
En 2013, elle est nommée à l'AVN Hall of Fame.
En septembre 2015, elle fait son retour dans le cinéma X en tant qu'actrice.

## Filmographie sélective
- 2001 : Cunt Hunt 1
- 2002 : Pussyman's Decadent Divas 17
- 2002 : The 4 Finger Club 20
- 2003 : 100% Strap-On
- 2004 : She Devils In Pink
- 2005 : No Man's Land 40
- 2006 : No Boys, No Toys 1
- 2007 : Young Hot And Bothered
- 2008 : No Man's Land: Girls in Love 1
- 2008 : Zack et Miri font un porno

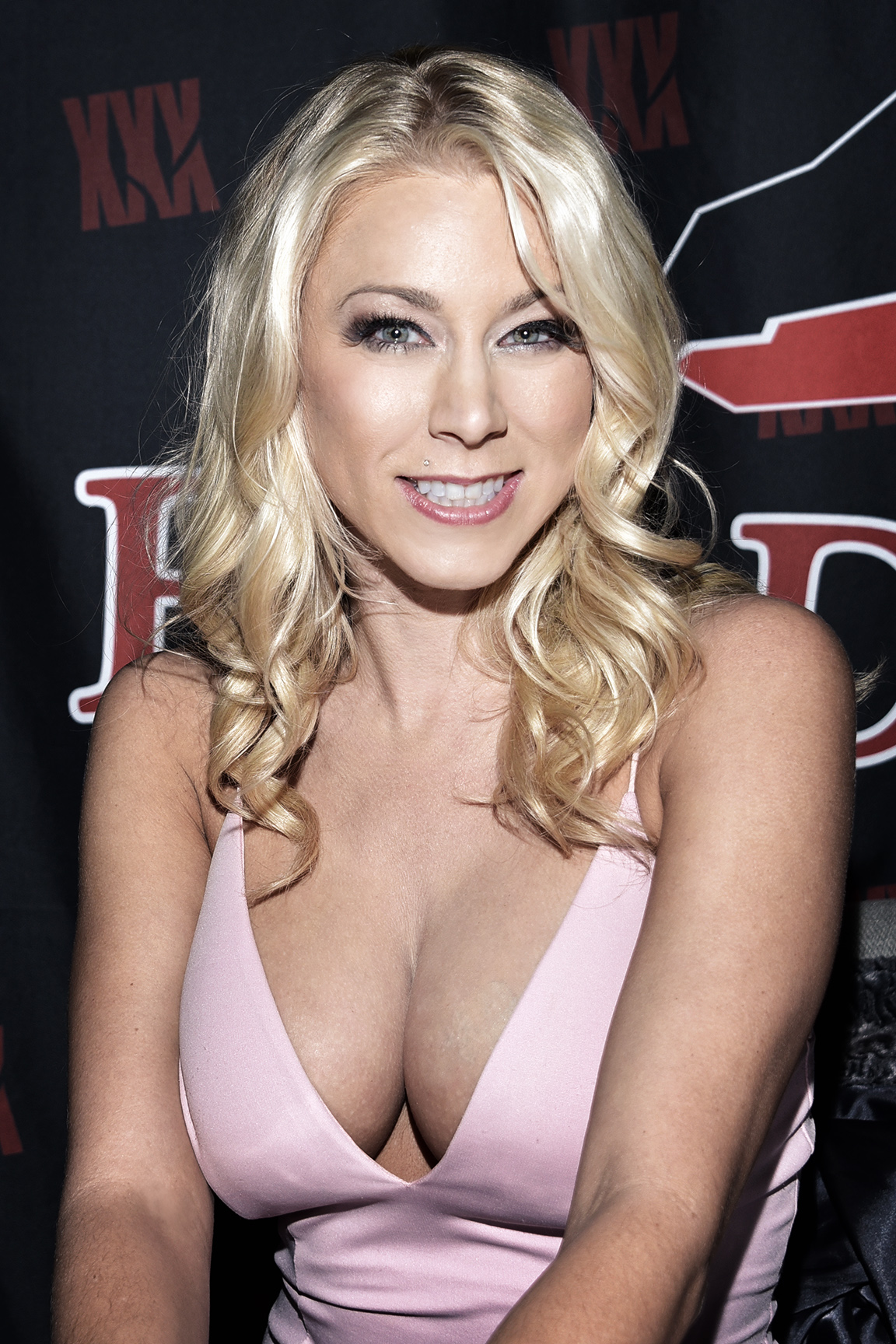
Katie Morgan à l'EXXXotica Expo de Denver, Colorado, le 31 mars 2017.

- 2008 : Entourage (série télévisée)
- 2009 : All Girl Revue 6
- 2010 : Starlet Fever 3
- 2011 : Interracial Addicts
- 2012 : Strap It On
- 2013 : Fresh Cuties
- 2014 : Innocent Angels 3
- 2015 : MILF Massage
- 2016 : Women Seeking Women 136
- 2017 : Women Seeking Women 138
- 2017 : Mother-Daughter Exchange Club 46
- 2020 : Die Influencers Die